# Petra Popluhárová

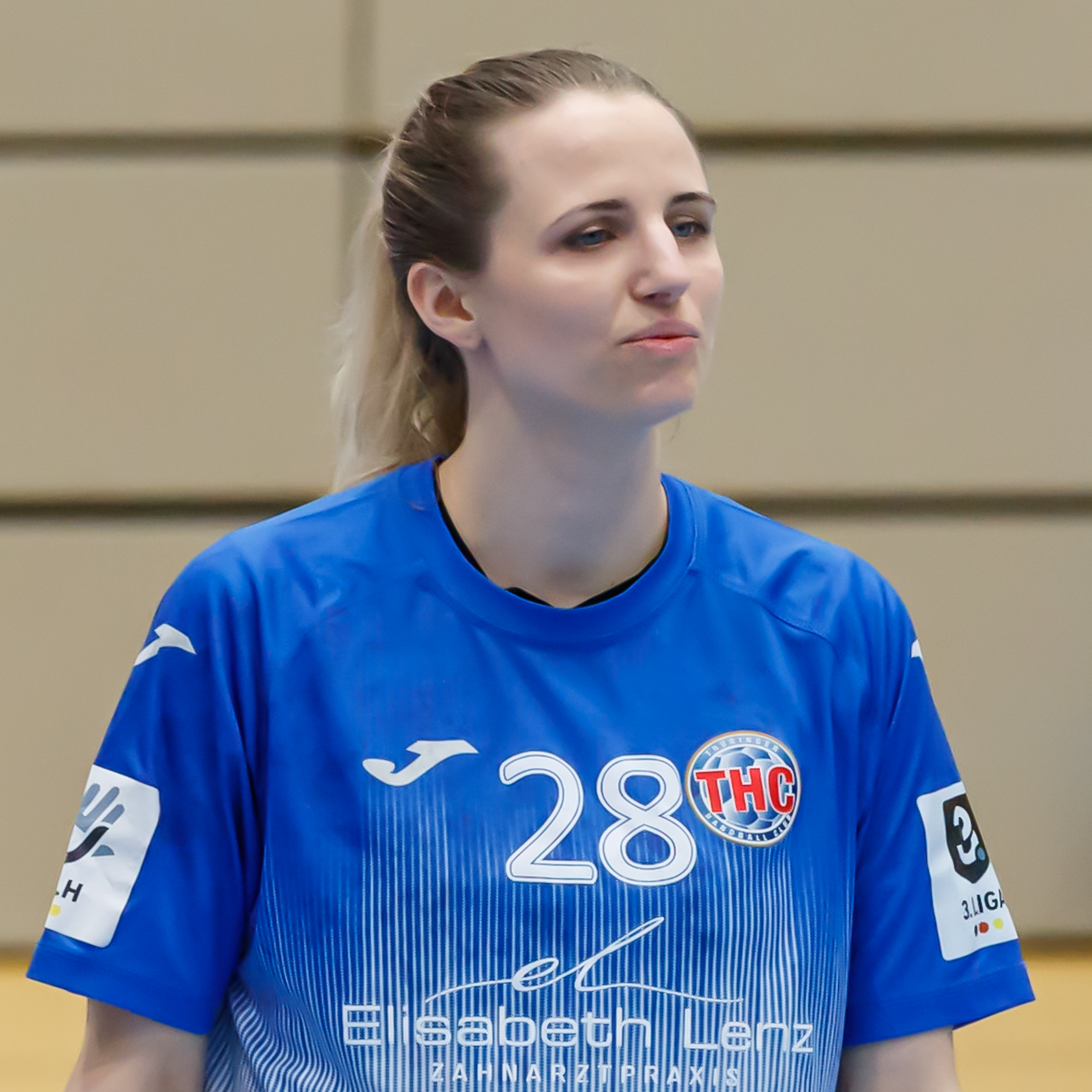
Popluhárová (2023)

Petra Popluhárová (* 23. August 1988 in Partizánske, Tschechoslowakei) ist eine ehemalige slowakische Handballspielerin.

## Karriere
Petra Popluhárová begann ihre Karriere in ihrer Heimatstadt beim slowakischen Handballverein HK Slávia Partizánske. Zur Saison 2006/07 wechselte sie nach Deutschland und schloss sich der 2. Mannschaft vom 1. FC Nürnberg an. Nach einer Saison stieg sie in die erste Mannschaft des Vereins auf und spielte mit dieser in der Handball-Bundesliga. Mit ihrer Mannschaft konnte sie sich im Playoff-Finale gegen den HC Leipzig den deutschen Meistertitel sichern. Zur Saison 2008/09 wechselte sie zurück in die Slowakei und schloss sich dort dem HK Slovan Duslo Šaľa an. Nach zwei Spielzeiten wechselte sie wieder nach Deutschland und schloss sich dem Thüringer HC an. In den drei folgenden Spielzeiten konnte sie sich jeweils mit ihrer Mannschaft den deutschen Meistertitel sichern. Nachdem sie die Saison 2013/14 aufgrund ihrer Schwangerschaft verpasste, kehrte sie zur Saison 2014/15 in die Mannschaft zurück und konnte das fünfte und letzte Mal die deutsche Meisterschaft gewinnen. Danach beendete sie ihre Leistungssportkarriere, spielte aber ab und zu noch in der zweiten Mannschaft des Vereins.
Neben ihrer Vereinskarriere kam sie auch in der slowakischen Nationalmannschaft zum Einsatz und hatte bis 2012 insgesamt 58 Länderspiele absolviert.

## Familiäres
Sie ist die Lebensgefährtin des deutschen Handballtrainers Herbert Müller, welcher sowohl beim 1. FC Nürnberg als auch beim Thüringer HC ihr Trainer war. Mit ihm hat sie zwei gemeinsame Kinder.